# Clossiana samkoi
Clossiana samkoi är en fjärilsart som beskrevs av Leo Andrejewitsch Sheljuzhko 1931. Clossiana samkoi ingår i släktet Clossiana och familjen praktfjärilar. Inga underarter finns listade i Catalogue of Life.